# Intereuodynerus siegberti
Intereuodynerus siegberti är en stekelart som först beskrevs av Gusenleitner 1967.  Intereuodynerus siegberti ingår i släktet Intereuodynerus och familjen Eumenidae. Inga underarter finns listade i Catalogue of Life.